# Withania sinensis
Withania sinensis är en potatisväxtart som först beskrevs av William Botting Hemsley, och fick sitt nu gällande namn av A.T. Hunziker. Withania sinensis ingår i släktet Withania och familjen potatisväxter. Inga underarter finns listade i Catalogue of Life.